# モーメント (数学)
数学の確率論および関係した諸分野におけるモーメント (moment) または積率（せきりつ）とは、物理学におけるモーメントを抽象化した概念である。
実変数 x に関する関数 f(x) の n 次モーメント {\displaystyle \mu _{n}^{(0)}} は、
{\displaystyle \mu _{n}^{(0)}=\int _{-\infty }^{\infty }x^{n}f(x)\,dx}
で表される。妥当な仮定の下で高次モーメント全ての値から関数 f(x) は一意に決定される。{\displaystyle \mu =\mu _{1}^{(0)}/\mu _{0}^{(0)}} は f を密度関数とする測度の重心を表している。
関数 f(x) の c 周りの n 次モーメント {\displaystyle \mu _{n}^{(c)}} は、
{\displaystyle \mu _{n}^{(c)}=\int _{-\infty }^{\infty }(x-c)^{n}f(x)\,dx}
で表される。
重心周りのモーメント μn = μ(μ)n を中心モーメントまたは中心化モーメントといい、こちらを単にモーメントということもある。

## 確率分布のモーメント
確率密度関数 f(x) のモーメントには、次のような要約統計量としての意味付けがある。
- 全測度は1：{\displaystyle \mu _{0}^{(0)}=1} 。
- {\displaystyle \mu =\mu _{1}^{(0)}} は x の平均値。
- {\displaystyle \sigma ^{2}=\mu _{2}=\mu _{2}^{(0)}-(\mu _{1}^{(0)})^{2}} は分散、{\displaystyle \sigma ={\sqrt {\mu _{2}}}} は標準偏差。
- {\displaystyle \gamma _{1}=\mu _{3}/\sigma ^{3}} は歪度。
- {\displaystyle \gamma _{2}=\mu _{4}/\sigma ^{4}-3} は尖度。

## 変量統計のモーメント
変量統計における、データ x1, …, xN のモーメントの定義を2つ挙げる。1つ目の定義では
{\displaystyle \mu _{n}^{(0)}={\frac {1}{N}}\sum _{i=1}^{N}{x_{i}}^{n},\quad \mu _{n}^{(c)}={\frac {1}{N}}\sum _{i=1}^{N}(x_{i}-c)^{n},\quad \mu _{n}={\frac {1}{N}}\sum _{i=1}^{N}(x_{i}-\mu )^{n}}
と表される。要約統計量は確率分布の場合と同様である。
もう1つの変量統計のモーメントの定義では
{\displaystyle \mu _{n}^{(0)}=\sum _{i=1}^{N}{x_{i}}^{n},\quad \mu _{n}^{(c)}=\sum _{i=1}^{N}(x_{i}-c)^{n},\quad \mu _{n}=\sum _{i=1}^{N}(x_{i}-\mu )^{n}}
と表される。
この定義による変量統計のモーメントには、確率密度関数のモーメントに似た、次の性質がある。
- {\displaystyle \mu _{0}^{(0)}=N}。
- {\displaystyle \mu =\mu _{1}^{(0)}/N} は平均値。
- {\displaystyle \sigma ^{2}=\mu _{2}/N=\{\mu _{2}^{(0)}-(\mu _{1}^{(0)})^{2}\}/N} は分散、{\displaystyle \sigma ={\sqrt {\mu _{2}/N}}} は標準偏差。
- {\displaystyle \gamma _{1}=\mu _{3}/N\sigma ^{3}} は歪度。
- {\displaystyle \gamma _{2}=\mu _{4}/N\sigma ^{4}-3} は尖度。

## 画像のモーメント
2変数関数 f(x, y) の (m + n) 次モーメント {\displaystyle \mu _{mn}^{(0)}} は、
{\displaystyle \mu _{mn}^{(0)}=\int _{-\infty }^{\infty }\int _{-\infty }^{\infty }x^{m}y^{n}f(x,y)\,dxdy}
または、デジタル画像に対しては、
{\displaystyle \mu _{mn}^{(0)}=\sum _{x}\sum _{y}x^{m}y^{n}f(x,y)}
で表される。
2変数関数のモーメントは、画像の特徴抽出に利用される。
画像のモーメントには、次のような性質がある。
- {\displaystyle \mu _{00}^{(0)}} は面積（ピクセル値の総和。二値画像などでピクセル値が一定ならば面積を意味する。）。
- 点 {\displaystyle (\mu _{10}^{(0)}/\mu _{00}^{(0)},\mu _{01}^{(0)}/\mu _{00}^{(0)})} は重心。
- 慣性主軸（周りの2次モーメントが最小になる直線）は重心を通り、傾きは{\displaystyle \tan \theta } で、θ は{\displaystyle \tan 2\theta =2\mu _{11}^{(0)}/(\mu _{20}^{(0)}-\mu _{02}^{(0)})} を満たす。
- 慣性主軸を x 軸に一致させれば、中心モーメントは平行移動・回転に対し不変、中心モーメントを {\displaystyle \mu _{00}^{(0)}} で割った値は拡大縮小に対し不変。

モーメントは同様に、多変数関数に拡張できる。